# Timbiras (kommun)
Timbiras är en kommun i Brasilien.   Den ligger i delstaten Maranhão, i den nordöstra delen av landet, 1 400 km norr om huvudstaden Brasília. Antalet invånare är 28 007.
Följande samhällen finns i Timbiras:
- Timbiras

I omgivningarna runt Timbiras växer i huvudsak städsegrön lövskog. Runt Timbiras är det ganska glesbefolkat, med 23 invånare per kvadratkilometer.